# Kickapoo
För Tenacious D-låten, se Kickapoo (låt).

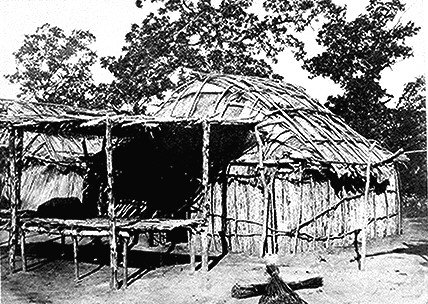
En kickapoohydda.

Kickapoo, eg Kikapú, är en algonkintalande indianstam i Nordamerika. Det finns tre erkända stammar kvar i USA, en belägen i Kansas, en i Oklahoma och en i Texas. Det finns även en stam i Coahuila, Mexiko. Folket har motstått assimilering och talar fortfarande sitt eget språk. I början av 2000-talet var ättlingarna till kickapooindianerna över 5 000 i USA och cirka 300 i Mexiko.. 
Traditionellt var kickapooindianerna bofasta och bodde i byar som flyttade mellan ett sommarboende och ett vinterboende. De odlade majs, bönor och squash och jagade bufflar på prärien. Kickapoosamhället var uppdelat i klaner som praktiserade exogami och ärv från far till son.
De första rapporterna om kickapooindianer gjordes av européer vid 1600-talet slut. Då var de bosatta i det som idag är södra Wisconsin. I början av 1700-talet bosatte sig en del av stammen nära Milwaukeefloden. Efter utrotningen av Illinoisindianerna kring 1765 flyttade denna grupp till Illinoisindianernas gamla områden i närheten av Peoria, Illinois. Under 1800-talet bröts stammens isär i smågrupper och 1819 fick stammen under tryck från nybyggare överge sina bosättningar i Illinois och fly till Missouri och sedan till Kansas. 1852 tog sig en stor grupp kickapooindianer till Texas och därifrån till Mexiko. Efter 1873 återvände några till Oklahoma medan andra stannade i Mexiko, Kansas och Texas.